# Norma Morandini
Norma Elena Morandini (sinh ngày 31 tháng 3 năm 1948) là một nhà báo và chính trị gia người Argentina. Cô được bầu vào Thượng viện Argentina năm 2009 và được ứng cử viên tổng thống của Mặt trận tiến bộ Hermes Binner đề cử làm đồng hành cho chiến dịch năm 2011.

## Tiểu sử
Morandini sinh ra ở Córdoba, Argentina, vào năm 1948. Mẹ cô từng là Chủ tịch của chương Córdoba của Đảng Cộng sản Argentina trong những năm 1960. Cô theo học tại Đại học Quốc gia Córdoba, và lấy được bằng về truyền thông, tâm lý học và y học. Cô gia nhập Đảng Cộng sản Cách mạng Argentina sau khi tách khỏi Đảng Cộng sản năm 1968, và mất hai anh em là desaparecidos trong Chiến tranh bẩn thỉu sau đó.
Morandini tìm cách lưu vong ở Tây Ban Nha, nơi cô tiếp tục sự nghiệp báo chí. Cô làm việc tại Lisbon từ năm 1977 đến năm 1980 với tư cách là phóng viên tin tức cho hãng tin Pyresa, cho El Correo Catalán, và Revista Cambio 16, cũng như cho tạp chí Visao của Bồ Đào Nha. Cô đã gặp nhà báo cánh tả và người lưu vong Brazil Flávio de Freitas Tavares, và họ đã kết hôn vào năm 1980. Nghề nghiệp của Morandini là phóng viên của Cambio 16 lần đầu tiên đưa cô đến Brazil vào năm 1978, và mặc dù bị tách khỏi chồng (người không thể trở về Brazil, nơi anh đã bị tra tấn), và cô sống ở đó cho đến năm 1984.
Morandini đưa tin Phiên tòa của Juntas và các phiên tòa tiếp theo chống lại các sĩ quan liên quan đến Cuộc chiến bẩn thỉu hàng ngày của Rio de Janeiro O Globo cho đến năm 1987. Cô vẫn còn ở Buenos Aires, và cuốn sách đầu tiên của cô là Catamarca (liên quan đến vụ án mạng María Soledad Morales và các vụ lạm dụng khác ở tỉnh Catamarca), được xuất bản năm 1991. Cô đã tổ chức một chương trình phỏng vấn trên mạng tin tức TN, Temas & Debates, từ năm 1992 và nhận được giải thưởng Martín Fierro cho công việc của mình trong chương trình năm 1994, cũng như hai Giải thưởng phát sóng.